# Martine Carol
Martine Carol (Saint-Mandé, 16 de mayo de 1920 - Monte Carlo, 6 de febrero de 1967) fue una actriz cinematográfica francesa.

## Biografía
Su verdadero nombre era Marie-Louise Jeanne Nicolle Mourer, y nació en Saint-Mandé, Francia. Estudió interpretación bajo la dirección de René Simon (1898–1966), debutando como actriz teatral en 1940 y en el cine en 1943. 
Una de las actrices cinematográficas más bellas, fue frecuentemente elegida para interpretar a rubias seductoras y elegantes. En los últimos años de la década de 1940 e iniciales de la siguiente, fue la más destacada sex symbol a la vez que taquillera actriz del cine francés. Uno de sus papeles más famosos fue el del título en Lola Montès (1955), película dirigida por Max Ophüls y en la cual hubo de teñirse el pelo de oscuro.
A pesar de su fama y su fortuna, la vida de Martine Carol fue desordenada, con un intento de suicidio, abuso de drogas y cuatro matrimonios. Incluso llegó a ser secuestrada por el gánster Pierre Loutrel (o "Pierrot le Fou"), aunque brevemente y recibiendo al día siguiente unas rosas en señal de disculpa.
Martine Carol se casó cuatro veces. Sus maridos fueron: 
1. Stephen Crane, actor estadounidense y gerente de un restaurante, anteriormente marido de Lana Turner. Se casaron en 1948 y se divorciaron en 1953.
2. Christian-Jaque, director cinematográfico francés. Casados el 15 de julio de 1954, y divorciados en 1959.
3. Dr. André Rouveix, un joven médico al que conoció en Fort-de-France, Martinica, y con el que se casó el 3 de agosto de 1959. Se divorciaron en 1962.
4. Mike Eland, un hombre de negocios inglés. Se casaron en 1966, permaneciendo juntos hasta la muerte de ella.

Martine Carol falleció súbitamente en 1967 a causa de un infarto agudo de miocardio en un hotel de Monte Carlo. Tenía 46 años de edad. Inicialmente fue enterrada en el Cementerio del Père-Lachaise, en París. Sin embargo, su tumba fue violada (algunos medios afirmaron que la actriz fue enterrada con sus joyas), por lo que hubo de ser sepultada en el Cementerio du Grand Jas, en Cannes.

## Selección de su filmografía
- Les amants de Vérone (1949)
- Je n'aime que toi (1950)
- Caroline chérie (1951)
- Adorable Creatures (1952)
- Les Belles de nuit (1952)
- Lucrèce Borgia (1953)
- Destinées (1954) segmento "Lysistrata"
- Madame du Barry (1954)
- Nana (1955)
- The French, They Are a Funny Race (1955)
- Lola Montès (1955)
- La vuelta al mundo en ochenta días (1956)
- Action of the Tiger (1957)
- The Stowaway (1958)
- Ten Seconds to Hell (1959)
- Austerlitz (1959)
- Love and the Frenchwoman (1960)
- The Counterfeiters of Paris (1961)
- Vanina Vanini (1961)
- I Don Giovanni della Costa Azzurra (1962)